# 宝兴歌鸫
宝兴歌鸫（学名：Turdus mupinensis）为鶇科的鸟类，也是耳鶇屬的唯一物種，俗名花穿草鸡、歌鸫。其分布範圍包括中國及越南最北部。其天然棲地為溫帶森林及亞熱帶或熱帶潮濕的山地森林。
在中國分布于内蒙古、北京、河北、甘肃、贵州、四川、云南、山东、浙江等地，多见于海拔1300-3200米的针阔混交林中。该物种的模式产地在四川宝兴。
最近的一項分子研究顯示，寶興歌鶇的最近親為羽色相似的歐洲物種，包括歐歌鶇（T. philomelos）及槲鶇（T. viscivorus），這三種鶇科鳥類皆為鶇屬（Turdus）在全球擴散過程中的早期分支。